# Kairuku waitaki
Kairuku waitaki is een uitgestorven soort pinguïn uit het geslacht Kairuku. Het kwam voor in het gebied van het huidige Nieuw-Zeeland tijdens het late oligoceen. De soort werd voor het eerst beschreven in 2012. Het dier onderscheidt zich van zijn verwant Kairuku grebneffi door onder meer de naar beneden wijzende punt van de bovensnavel. K. waitaki is mogelijk wat kleiner dan K. grebneffi, waarvan het grootste specimen op 1,28 meter geschat wordt, maar er zijn niet genoeg specimens gevonden om daarover uitsluitsel te bieden.

## Naamgeving
De soortaanduiding 'waitaki' is vernoemd naar de rivier Waitaki tussen Canterbury en Otago. Het bestaat uit de woorden 'wai', Maori (taal) voor water, en 'tangi' of 'taki', Maori voor tranen.